# 秩父テレビ・FM中継局

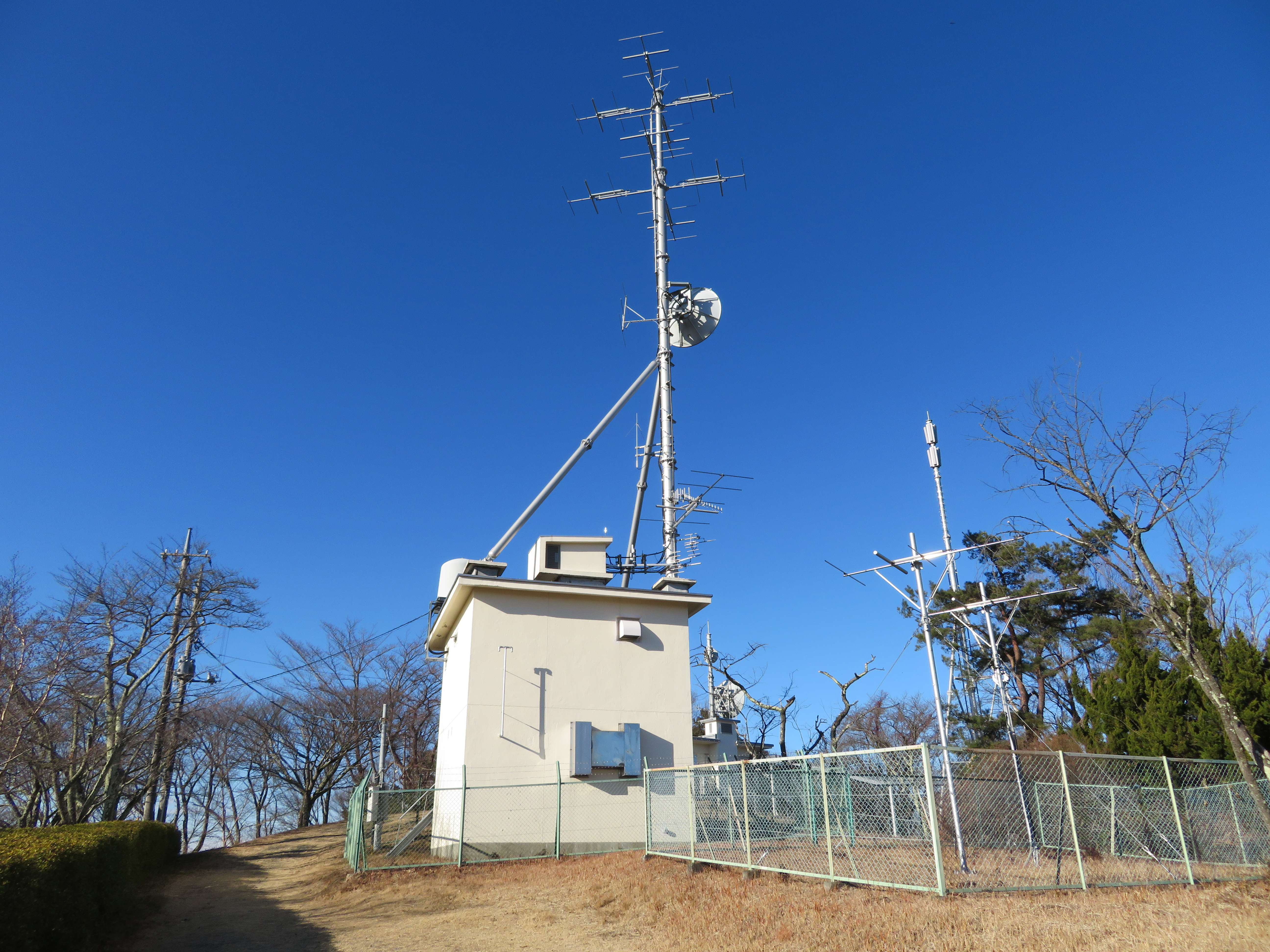

秩父中継局（ちちぶテレビ・エフエムちゅうけいきょく）は、埼玉県秩父市の美の山公園にある、埼玉県の地上デジタルテレビジョン放送とFM放送を送信する電波塔（中継局）で、埼玉県の秩父地域を主な放送エリアとしてカバーしている。

## 地上デジタルテレビジョン放送送信設備
各局の放送設備（送信機）の概要は以下の通りである。
| リモコンキー ID | 放送局名         | チャンネル | 空中線電力 | 実効輻射電力 | 放送対象地域                                      | 放送区域内世帯数 | 開局日        |
| --------------- | ---------------- | ---------- | ---------- | ------------ | ------------------------------------------------- | ---------------- | ------------- |
| 1               | NHK東京総合      | 13         | 10W        | 29W          | 関東広域圏 （茨城県、栃木県及び群馬県を含まない） | 3万4481世帯      | 2006年12月1日 |
| 2               | NHK東京教育      | 26         | 10W        | 28W          | 全国放送                                          | 3万4481世帯      | 2006年12月1日 |
| 3               | テレビ埼玉       | 32         | 10W        | 28W          | 埼玉県                                            | 3万4481世帯      | 2006年12月1日 |
| 4               | 日本テレビ       | 25         | 10W        | 26W          | 関東広域圏                                        | 3万4481世帯      | 2007年3月1日  |
| 5               | テレビ朝日       | 24         | 10W        | 26W          | 関東広域圏                                        | 3万4481世帯      | 2007年3月1日  |
| 6               | TBSテレビ        | 22         | 10W        | 26W          | 関東広域圏                                        | 3万4481世帯      | 2007年3月1日  |
| 7               | テレビ東京       | 23         | 10W        | 26W          | 関東広域圏                                        | 3万4481世帯      | 2007年3月1日  |
| 8               | フジテレビジョン | 21         | 10W        | 26W          | 関東広域圏                                        | 3万4481世帯      | 2007年3月1日  |

現在は日本放送協会（NHK）と民放キー局、テレビ埼玉（テレ玉、TVS）が使用している。2006年12月1日より日本放送協会とテレビ埼玉が先行して児玉中継局と同時に開局となった。平野原送信所と同様、水平偏波である。
2007年3月1日より民放キー局の放送を開始した。

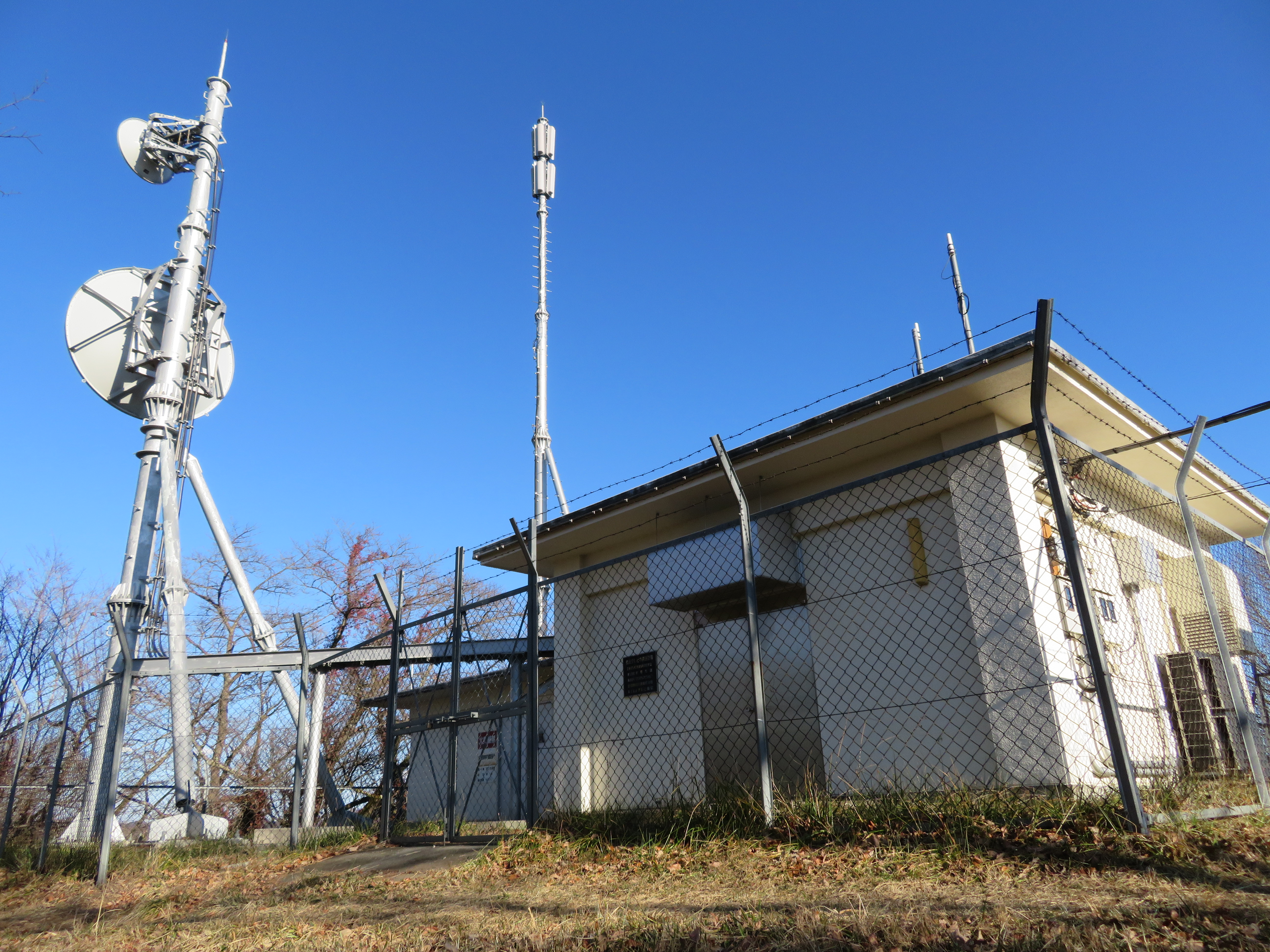
在京民放の局舎と地上デジタルテレビジョン放送アンテナ

### 電波法による放送区域
埼玉県
- 長瀞町の全域
- 秩父市、本庄市、横瀬町、皆野町、小鹿野町、寄居町の一部地域

## 地上アナログテレビジョン放送送信設備
各局の放送設備（送信機）の概要は以下の通りであった。
| チャンネル | 放送局名         | 空中線電力        | 実効輻射電力      | 放送対象地域 | 放送区域内世帯数 |
| ---------- | ---------------- | ----------------- | ----------------- | ------------ | ---------------- |
| 47         | テレビ埼玉       | 映像100W /音声25W | 映像290W /音声72W | 埼玉県       | 2万9312世帯      |
| 49         | NHK東京教育      | 映像100W /音声25W | 映像290W /音声72W | 全国放送     | 2万9312世帯      |
| 14（51）   | NHK東京総合      | 映像100W /音声25W | 映像290W /音声72W | 関東広域圏   | 2万9312世帯      |
| 16（53）   | 日本テレビ       | 映像100W /音声25W | 映像290W /音声72W | 関東広域圏   | 2万9312世帯      |
| 18（55）   | TBSテレビ        | 映像100W /音声25W | 映像290W /音声72W | 関東広域圏   | 2万9312世帯      |
| 29（57）   | フジテレビジョン | 映像100W /音声25W | 映像290W /音声72W | 関東広域圏   | 2万9312世帯      |
| 38（59）   | テレビ朝日       | 映像100W /音声25W | 映像290W /音声72W | 関東広域圏   | 2万9312世帯      |
| 44（61）   | テレビ東京       | 映像100W /音声25W | 映像290W /音声72W | 関東広域圏   | 2万9312世帯      |

- （数字）は、2003年8月1日から11月30日まで実施されたアナアナ変換前のチャンネル[3]。
- 日本放送協会（NHK）と民放キー局、テレビ埼玉（テレ玉、TVS）が使用していた。平野原送信所と同様、水平偏波であった。

## FMラジオ放送送信設備
各局の放送設備（送信機）の概要は以下の通りである。
| 周波数 | 放送局名      | 空中線電力 | 実効輻射電力 | 放送対象地域 | 放送区域内世帯数 |
| ------ | ------------- | ---------- | ------------ | ------------ | ---------------- |
| 83.5   | NHKさいたまFM | 50W        | 59W          | 埼玉県       | 約-世帯          |
| 77.5   | NACK5         | 50W        | 59W          | 埼玉県       | 約-世帯          |

- 現在はNHKさいたま放送局とエフエムナックファイブ（NACK5）が使用している。

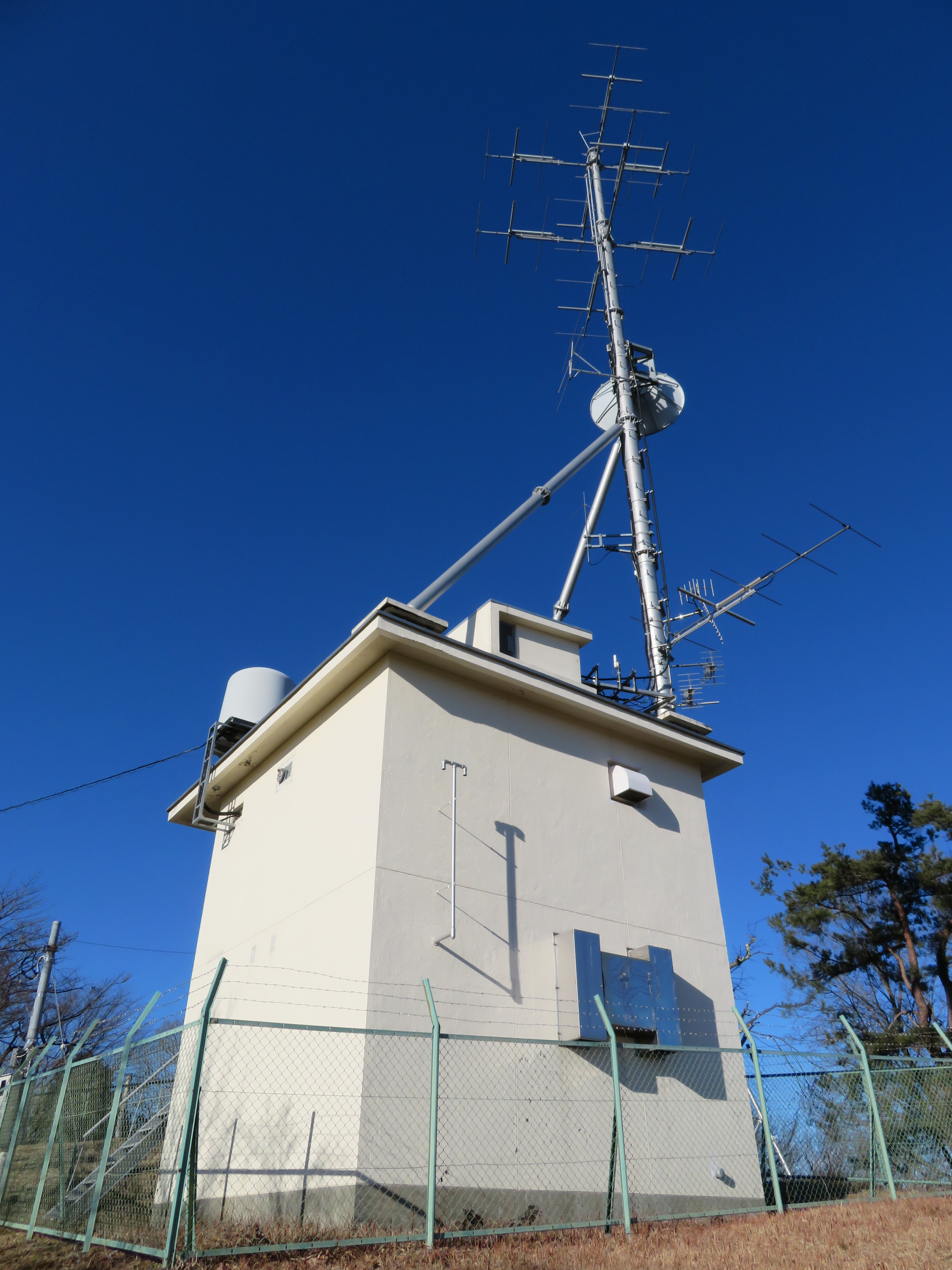
NHK・テレビ埼玉・エフエムナックファイブの局舎とNHK‐FM・エフエムナックファイブのアンテナ